# 예당국제연극제

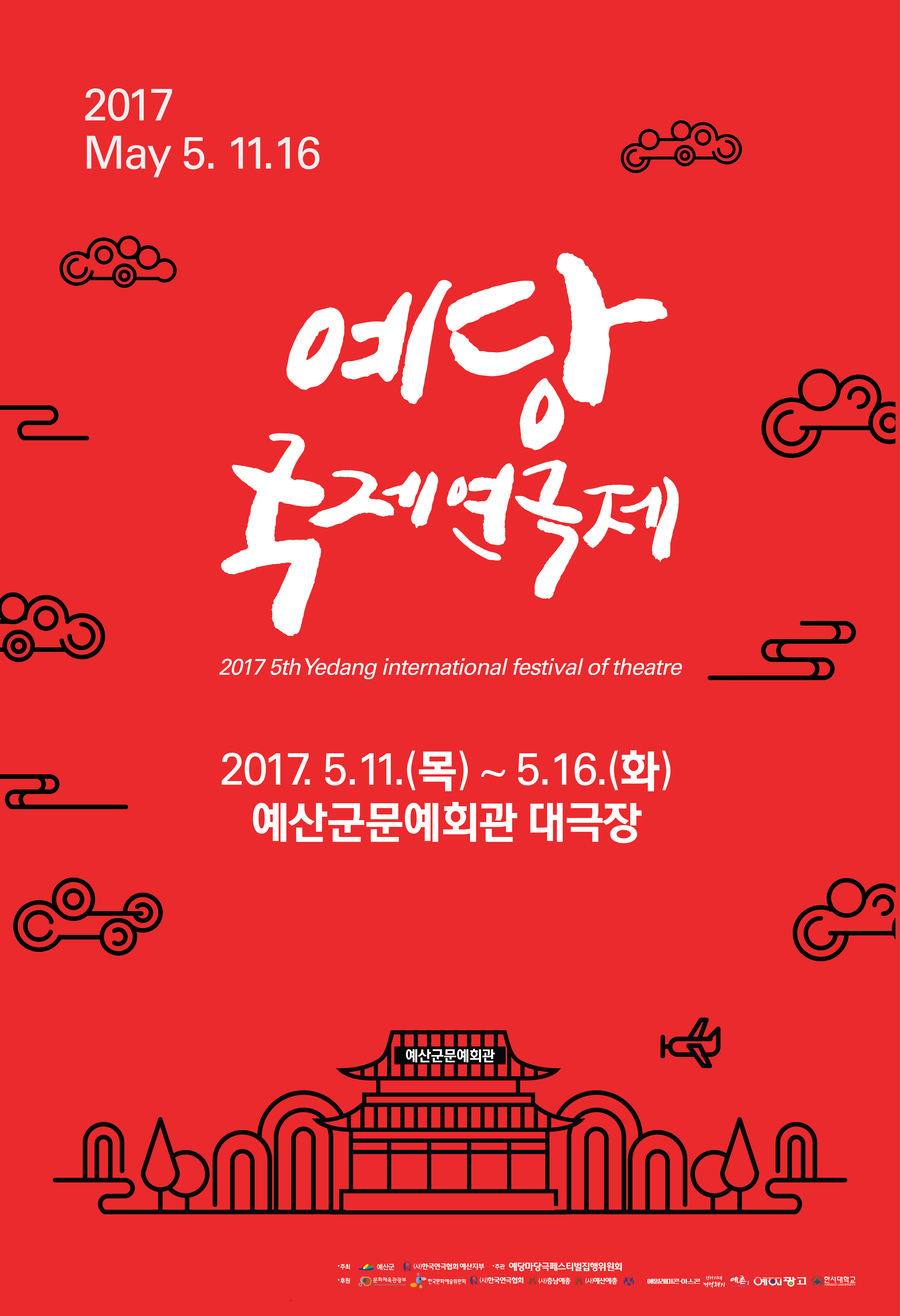

예당국제연극제는 충청남도 예산군에서 열리는 공연행사이다. 2012년에 예당마당극페스티벌로 시작하였다. 지역의 연극인들이 주축이 되어 시작한 향토연극제이며, 2016년부터 서울, 부산, 충남의 대표 작품들을 선정하여 무대화하였고 2017년부터는 국제행사로 확대하여 예당국제연극제로 명칭을 변경하였다. 프랑스, 일본, 서울, 부산극단 등이 참여한다.